# Anomala ebenina
Anomala ebenina är en skalbaggsart som beskrevs av Leon Fairmaire 1886. Anomala ebenina ingår i släktet Anomala och familjen Rutelidae. Inga underarter finns listade i Catalogue of Life.